# Rosa setipoda
Rosa setipoda — вид рослин з родини трояндових (Rosaceae); ендемік Китаю.

## Опис
Кущ до 3 м заввишки. Гілочки циліндричні, злегка зігнуті, голі; колючки рідкісні до відсутніх, прямі або злегка зігнуті, до 1 см, міцні, плоскі, рівномірно звужуються до ширшої основи. Листки включно з ніжками 8–19 см; прилистки широкі, в основному прилягають до ніжки; остови й ніжки густо залозисто-запушені й рідко коротко колючі; листочків зазвичай 5–9, яйцюваті, еліптичні або широко еліптичні, 2.5–5.2 × 1.2–3 см, знизу запушені й залозисті, зверху голі, основа майже округла або широко клиноподібна, край подвійно пилчастий і зуби часто залозисті верхівково, вершина гостра або округло-тупа. Квітки в нещільному щитку, 3.5–5 см у діаметрі. Чашолистків 5, яйцюваті. Пелюсток 5, рожеві або трояндово-пурпурові, широко-зворотно-яйцюваті, знизу злегка запушені, основа клиноподібна, верхівка виїмчаста.

## Поширення
Ендемік Китаю: Хубей, Сичуань. Населяє чагарники і схили 1800–2600 метрів.